# Tekno (leksakstillverkare)

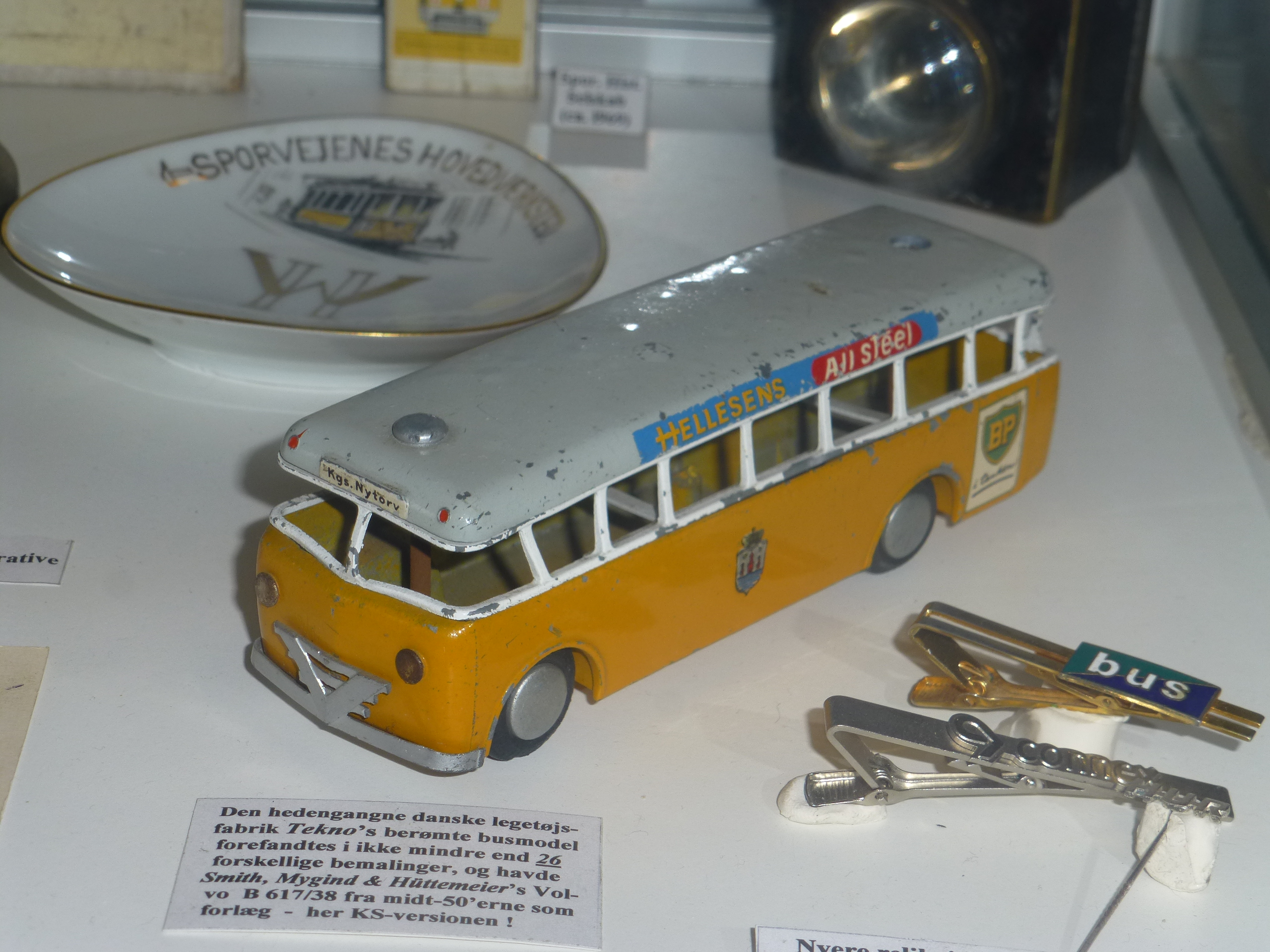
Leksaksbuss från Tekno.

Tekno var en dansk leksakstillverkare, aktiv 1928–1972.

## Historia
Företaget startades 1928 av Andreas Siegumfeldt i Vanløse. Man tillverkade i början en egen variant av Meccano, kallad Tekno ingenjør.
Under de första åren var produktionen sparsam, men efter att ha deltagit i en jubileumsutställning 1933 ökades produktionen. I början av 1930-talet tog man även upp tillverkning av leksaksbilar i plåt, som snart blev eftertraktade på grund av sin kvalitet.
Under andra världskriget upphörde dock plåtleksakstillverkningen på grund av råvarubrist, och i stället började man tillverka träleksaker och modeller i zink. Under andra världskriget tillverkades en modell av ett bombflygplan med tyska märkningar, vilket innebar att Siegumfeldt efter kriget fick tillbringa några veckor i fängelse.
Efter kriget återupptogs tillverkningen av plåtbilar, men man fortsatte även att tillverka bilar i zink. Sverige kom att bli den första exportmarknaden, och 1959 bildades Svensk Tekno AB för att utöka den svenska marknaden. Produktionen utökades och under 1950- och 1960-talen dominerade Tekno leksaksbilsmarknaden i Skandinavien. Personbilar tillverkades vanligen i skala 1:43 medan yrkesfordon tillverkades i skala 1:50. Många var svenska fordon som personbilar.
I slutet av 1960-talet ökade konkurrensen från den brittiska leksaksbilstillverkaren Corgi Toys, samtidigt som leksaksbilsmarknaden minskade. En ny stor tillverkningsanläggning hade kostat mycket pengar, och sommaren 1972 tvingades man ge upp. Rättigheterna och maskinerna köptes upp av ett nederländskt företag som fortsatte att tillverka modellbilar under namnet Tekno, men nu som modellbilar för vuxna och inte som leksaker.